# Giulio Spinola

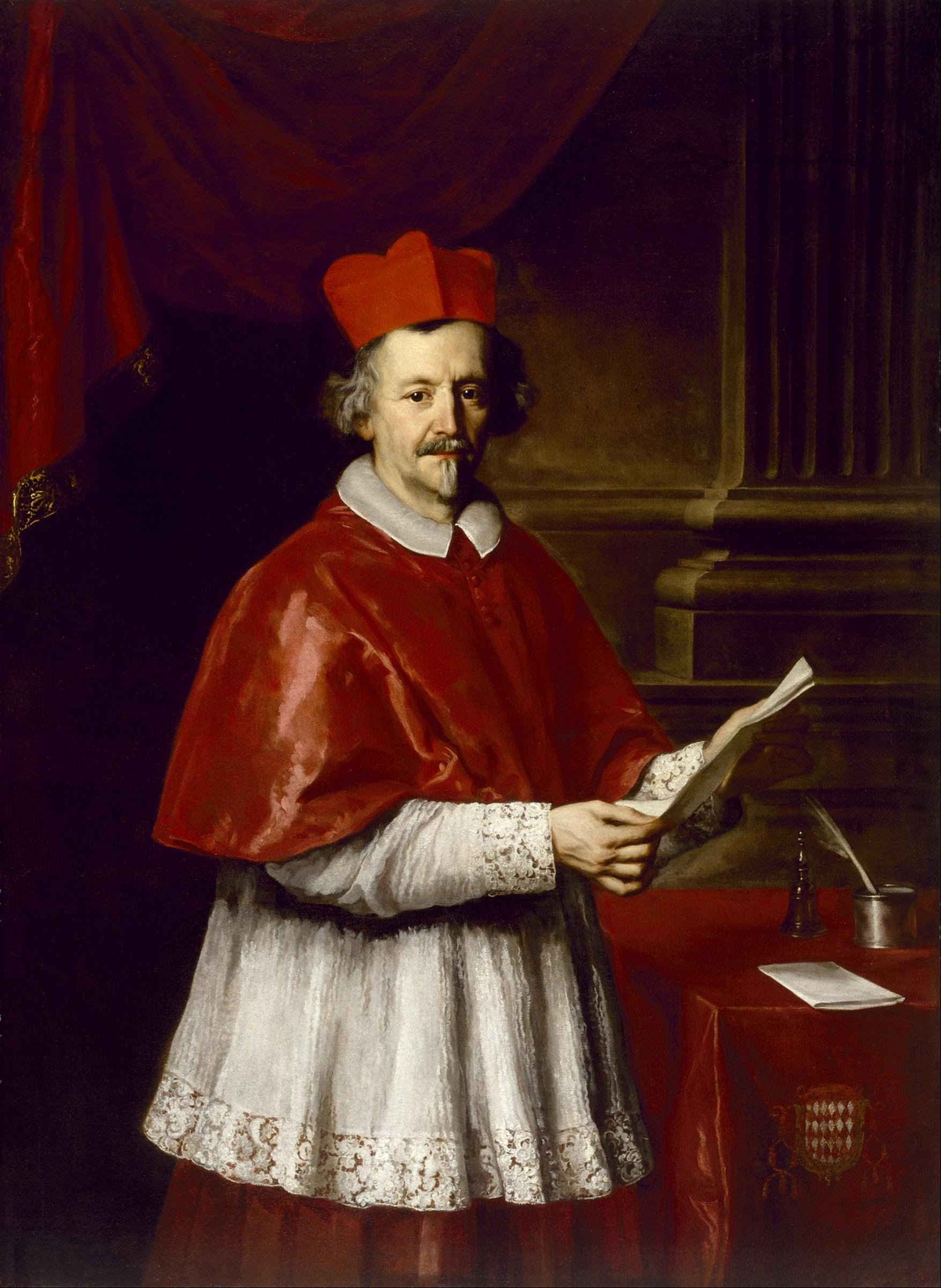
Giulio Kardinal Spinola (Ölgemälde von Jacob Ferdinand Voet, um 1675)

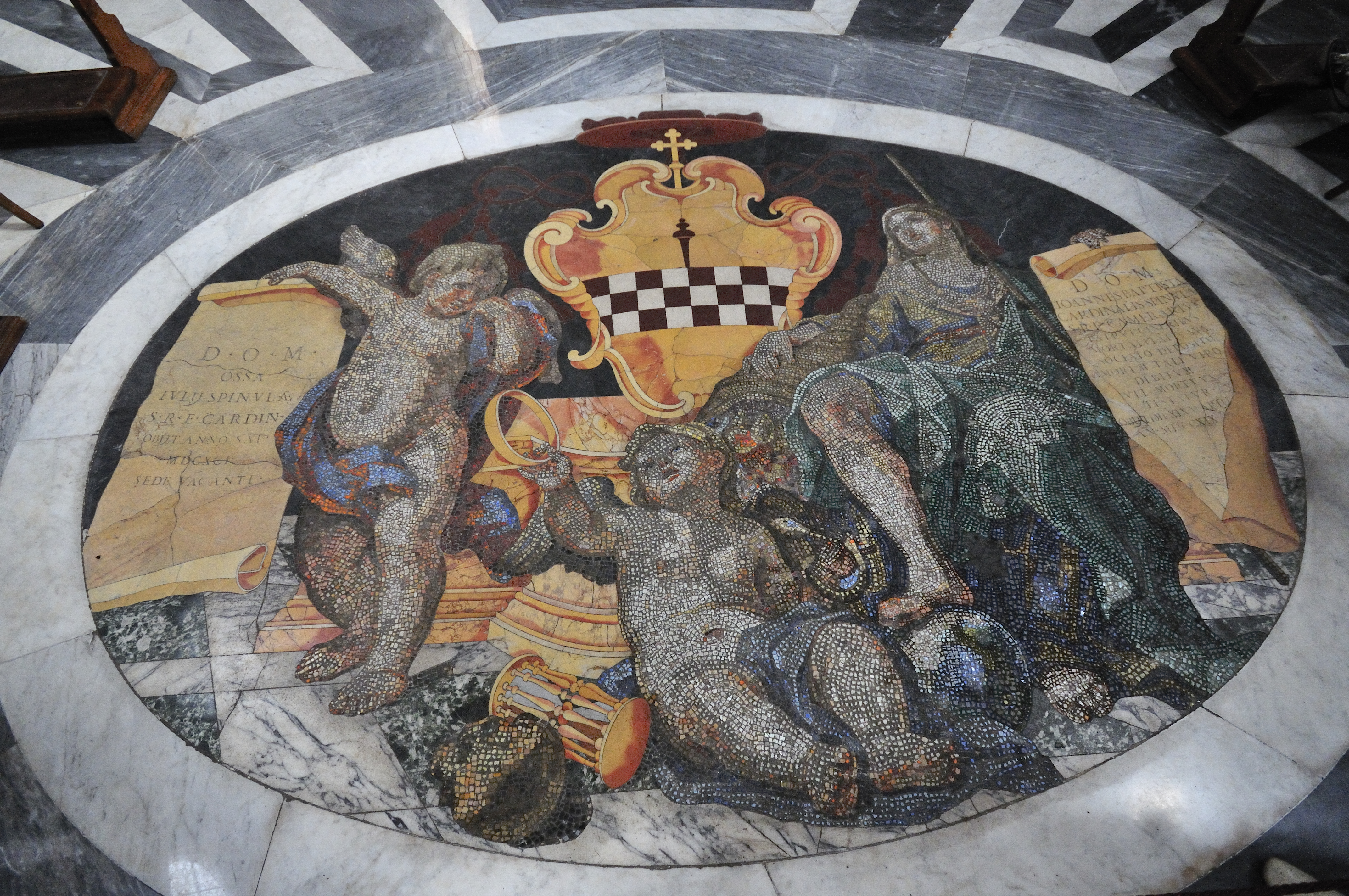
Kardinalswappen (Kirche Sant’Andrea al Quirinale, Rom)

Giulio Spinola (* 13. Mai 1612 in Genua, Republik Genua; † 11. März 1691 in Rom, Kirchenstaat) war ein italienischer Kardinal und Erzbischof. 

## Leben
Giulio Spinola war der Sohn von Giovambattista Spinola und von Isabella di Niccolò Spinola. 1636 promovierte er zum Dr. jur. Sein Neffe Giambattista Spinola war ebenfalls Kardinal.
Während der Pontifikate von Urban VIII. und von Innozenz X. war Spinola Gouverneur von verschiedenen Städten in Umbrien, den Marken und Etrurien.
1649 war er Päpstlicher Legat in Viterbo. In dieser Zeit belagerte und zerstörte er die Stadt Castro.
Papst Alexander VII. ernannte er ihn am 14. Januar 1658 zum Titularerzbischof von Laodicea und Apostolischen Nuntius von Neapel. Am 10. Februar 1665 spendete ihm Girolamo Boncompagni, Erzbischof von Bolonga, die Bischofsweihe. Mitkonsekratoren waren Tommaso Carafa, Bischof von Capaccio, und Bartolomeo Cresconi, Bischof von Caserta.
Im Juni 1665 wurde er als Apostolischer Nuntius von Neapel von Bernardino Rocci abgelöst und am 10. Juli 1665 zum Apostolischen Nuntius am Kaiserlichen Hof in Wien ernannt.
Papst Alexander VII. kreierte Giulio Spinola am 15. Februar 1666 zum Kardinal in pectore. Am 7. März 1667 veröffentlichte der Papst seinen Namen im Konsistorium. Am 27. April 1667 wurde er als Apostolischer Nuntius in Wien abberufen. Der Kardinal nahm am Konklave 1667 teil, das Papst Klemens IX. wählte, von dem er am 18. Juli 1667 den Kardinalshut empfing und als Kardinalpriester von Santi Silvestro e Martino ai Monti installiert wurde. Zudem nahm Sinola am Konklave 1669–1670 teil, das Klemens X. wählte. Am 2. Juni 1670 ernannte dieser Papst ihn zum Erzbischof von Nepi und Sutri. 1676 nahm Kardinal Sinola am Konklave teil, das Innozenz XI. wählte. Dieser versetzte ihn am 8. November 1677 auf den bischöflichen Stuhl von Lucca. Am 13. November 1684 wurde er zum Kardinalpriester von San Crisogono ernannt und am 28. Februar 1689 von Santa Maria in Trastevere. Im Konklave 1689, an dem er ebenfalls teilnahm, wurde Papst Alexander VIII. gewählt. Am 25. November 1689 wurde Spinola Kardinalpriester von Santa Prassede. Am 25. Oktober 1690 nahm der Papst seinen Rücktritt als Bischof von Lucca an.
Giulio Spinola starb während des Konklave 1691 in Rom, das er wegen Krankheit am 21. Februar 1691 verließ. Er wurde in der Kirche Sant’Andrea al Quirinale beigesetzt.